# 特蕾西·埃莉斯·罗斯
特蕾西·埃莉斯·罗斯（英語：Tracee Ellis Ross，1972年10月29日—），美国女演员、歌手、主持人、导演。曾获得金球奖音乐喜剧类剧集最佳女主角。